# Dargoire
Dargoire település Franciaországban, Loire megyében. Lakosainak száma 523 fő (2022. január 1.). Dargoire Saint-Romain-en-Gier, Tartaras és Beauvallon községekkel határos.

## Népesség
A település népességének változása:
| Lakosok száma | 111  | 289  | 428  | 418  | 476  | 503  | 521  | 532  | 529  | 523  |
|               | 1968 | 1982 | 1990 | 2006 | 2013 | 2015 | 2017 | 2019 | 2020 | 2022 |